# كأس نيوزيلندا 1972
كأس نيوزيلندا 1972 (بالإنجليزية: 1972 Chatham Cup) هو موسم من كأس نيوزيلندا. فاز فيه كرايستشرش يونايتد.